# Jeanne d'Arc (album)
Jeanne d'Arc je čtvrté album od italské kapely Thy Majestie.

## Seznam skladeb
1. „Revelations“ - 2:07
2. „Maiden Of Steel“ - 4:45
3. „The Chosen“ - 6:03
4. „Ride To Chinon“ - 4:30
5. „...For Orleans“ - 8:00
6. „Up To The Battle!“ - 5:21
7. „March Of The Brave“ - 1:04
8. „The Rise Of A King“ - 6:29
9. „Siege Of Paris“ - 6:22
10. „Time To Die“ - 4:48
11. „Inquisition“ - 1:36
12. „The Trial“ - 9:08